# کورت سیمانتسیک
کورت سیمانتسیک (انگلیسی: Kurt Symanzik؛ زاده ۲۳ نوامبر ۱۹۲۳ درگذشته ۲۵ اکتبر ۱۹۸۳) یک فیزیک‌دان اهل آلمان بود.